# 吐槽 (喜剧)
吐槽（英語：roast）是一种喜剧形式，指一个特定嘉宾成为善意玩笑的对象，以取悦观众。其英文名称与（敬酒）相近，而其意义则可以看作与礼貌表达敬意的敬酒相对。吐槽是意图以一种特殊的方式向吐槽嘉宾致敬。除了玩笑与挖苦以外，有时也会有真正的赞扬。正因如此，被吐槽者（roastee）一般也会以善意回应吐槽。而在现场的嘉宾的友人、粉丝等有时也可能会成为吐槽的对象。
美国电视上常会播出吐槽类节目，其中知名的如喜剧中心频道播出的节目《吐槽会》。在中国，腾讯视频也推出了吐槽节目《吐槽大会》。此外，还有一些政治类吐槽活动，比如白宫记者协会与美国广播电视记者协会的年度晚宴有时会有吐槽美国总统的环节。其中，1996年唐·伊穆斯在广播电视记者协会晚宴上的吐槽与2006年斯蒂芬·科尔伯特在白宫记者协会上的吐槽有着十分大的影响。而美国总统大选年时，传统上两个主要党派候选人都会参加艾尔弗雷德·E·史密斯纪念基金会晚宴，并在晚宴上相互吐槽对方。